# Cirrochroa ducalis
Cirrochroa ducalis är en fjärilsart som beskrevs av Hans Daniel Johan Wallengren 1869. Cirrochroa ducalis ingår i släktet Cirrochroa och familjen praktfjärilar. Inga underarter finns listade i Catalogue of Life.